# Mank (filme)
Mank é um filme de drama biográfico dirigido por David Fincher, escrito pelo seu pai Jack Fincher e estrelado por Gary Oldman, Amanda Seyfried, Tom Pelphrey, Lily Collins, Arliss Howard, Tuppence Middleton, Tom Burke e Charles Dance. O filme foi feito em produção com a Netflix e gira em torno da produção do filme Cidadão Kane (1941), nos anos 1930 e 1940 de Hollywood.
Esse é o décimo primeiro filme de David Fincher e foi escrito pelo seu pai, Jack, nos anos 1990. David originalmente pretendia produzir o filme após o término de The Game, porém o projeto nunca seguiu em frente e Jack faleceu em 2003.
O filme teve um lançamento limitado nos cinemas em 13 de novembro de 2020, antes de ser lançado na Netflix no dia 4 de dezembro do mesmo ano e recebeu críticas positivas da crítica, que elogiaram o roteiro, o design de produção e as atuações de Oldman e Seyfried.

## Premissa
O filme se passa em Hollywood durante os anos 1930 e 1940 e gira em torno da vida problemática do roteirista Herman J. Mankiewicz, seus problemas com álcool,seu trabalho com Orson Welles para construir o roteiro do filme Cidadão Kane e da sua relação com grandes nomes da indústria cinematográfica da época, principalmente com o poderoso magnata da mídia William Randolph Hearst.

## Elenco
- Gary Oldman como Herman J. Mankiewicz
- Amanda Seyfried como Marion Davies
- Lily Collins como Rita Alexander
- Arliss Howard como Louis B. Mayer
- Tom Pelphrey como Joseph L. Mankiewicz
- Sam Troughton como John Houseman
- Ferdinand Kingsley como Irving Thalberg
- Tuppence Middleton como Sara Mankiewicz
- Tom Burke como Orson Welles
- Joseph Cross como Charles Lederer
- Jamie McShane como Shelly Metcalf
- Toby Leonard Moore como David O. Selznick
- Monika Grossman como Fraulein Freda
- Charles Dance como William Randolph Hearst
- Leven Rambin como Eve
- Bill Nye como Upton Sinclair
- Jeff Harms como Ben Hecht

## Produção
Mank foi oficialmente anunciado em Julho de 2019 quando David Fincher disse que iria dirigir o filme com Gary Oldman para estrela-lo. O roteiro foi escrito por Jack Fincher antes de sua morte em 2003, David pretendia produzir o filme depois do lançamento de The Game (1997) com Kevin Spacey sondado para estrela-lo,porém o filme nunca foi produzido por conta da insistencia de Fincher em filmar em preto e branco. O resto do elenco foi anunciado em outubro, como Amanda Seyfried, Lily Collins, Tuppence Middleton, Arliss Howard e Charles Dance na lista.
Fincher reuniu o seu time usual de filmagem, incluindo o designer de produção Donald Graham Burt, o editor Kirk Baxter e os compositores Trent Reznor e Atticus Ross (tanto Baxter quanto Reznor e Ross haviam vencido o Oscar pelo trabalho com Fincher em The Social Networ (2010). Para este filme,Fincher optou pelo diretor de fotografia Erik Messerschmidt, com quem trabalhou na série da Netflix Mindhunter.
As filmagens começaram no dia 1 de novembro de 2019 em Los Angeles. Também houve filmagens em Victorville, Califórnia, finalizando em 4 de fevereiro de 2020.

## Recepção
No site do agregador de resenhas Rotten Tomatoes, 84% dos 266 críticos recomendaram o filme, com uma avaliação média de 7,7/10. O consenso dos críticos do site diz: "Escrito com nitidez e atuação brilhante, Mank perscruta os bastidores de Citizen Kane para contar uma velha história de Hollywood que pode acabar sendo um clássico por si só." De acordo com o Metacritic, que compilou 48 críticas e calculado uma pontuação média ponderada de 79 de 100, o filme recebeu "críticas geralmente favoráveis".
Eric Kohn, do IndieWire, deu ao filme um "B +" e escreveu: "Por mais crédito que Mankiewicz mereça para Kane, o filme notável de Fincher apresenta um argumento convincente para valorizar a presciência por trás de sua concepção. Sua vida teve um final difícil, mas o filme sobre isso  dá a ele uma última risada amarga. " Escrevendo para o Los Angeles Times, Justin Chang disse:" Mank exige sua rendição, mas também sua atenção redobrada. É uma experiência prazerosamente desconcertante, às vezes parecendo uma comédia de salão mordaz e às vezes flertando  com pesadelo expressionista, como quando a silhueta escura de Welles paira sobre um Mank acamado e sua perna mumificada."
Owen Gleiberman, da Variety, elogiou as performances e o design de produção, dizendo "Mank é um conto da Velha Hollywood que está mais impregnado da Velha Hollywood - seu glamour e desleixo, suas hierarquias superficiais, sua corrupção e glória - do que qualquer filme que você"  já vi, e o efeito é dar a ele um esplendor vertiginoso de máquina do tempo."